# El Duin
El Duin är en ort i Mexiko.   Den ligger i kommunen Aquila och delstaten Michoacán de Ocampo, i den södra delen av landet, 500 km väster om huvudstaden Mexico City. El Duin ligger 38 meter över havet och antalet invånare är 283.
Terrängen runt El Duin är varierad. Havet är nära El Duin åt sydväst. Runt El Duin är det glesbefolkat, med 8 invånare per kvadratkilometer. Närmaste större samhälle är Aquila, 15,9 km norr om El Duin. I omgivningarna runt El Duin växer i huvudsak lövfällande lövskog.